# Ghalia Volt
Ghalia Volt (* in Brüssel als Ghalia Vauthier) ist eine belgische Bluesrock-Sängerin, Gitarristin und Songwriterin.

## Biografie
Ghalia Volt begann ihre musikalische Karriere als Straßenmusikerin in Europa und im Süden der USA. In Brüssel gründete sie die R&B-Band „Ghalia & the Naphtalines“. 2016 erschien ihr Debütalbum Voodoo Casino.
In den Staaten wurde sie von dem Mundharmonikaspieler Johnny Mastro eingeladen, als Frontfrau seiner Band „Mama’s Boys“ zu singen. Aus dieser Zusammenarbeit entstand 2017 das Album Let the Demons Out. Das Album erreichte Platz 1 in Louisianas „Roots Music Report“, Platz 15 in den „Contemporary Blues Charts“ und Platz 23 in den „Living Blues Charts“. Das Magazin Classic Rock kürte das Album zum Bluesalbum des Monats.
2019 brachte Ruf Records das Album Mississippi Blend heraus, das im Hill Country im Norden des US-Bundesstaates Mississippi mit lokalen Musikern aufgenommen worden war.

## Diskografie
- 2016: Voodoo Casino
- 2017: Let the Demons Out
- 2019: Mississippi Blend
- 2023: Shout Sister Shout!